# 穆郡王
穆郡王（1780年2月4日—1780年6月8日），清朝嘉庆帝的长子，早夭，未命名。
生于乾隆四十四年（1779年）腊月廿九，父亲嘉庆帝时为皇子，生母刘佳氏是他的妾室。他只活了4个月，于乾隆四十五年（1780年）五月初六病死，虚岁两岁。
嘉庆二十五年（1820年）八月，新继位的道光帝追封逝世多年的大哥为多罗郡王，谥号穆，但未赐名。

## 影视作品
- 万凰之王 彭比得 饰 穆亲王 （爱新觉罗绵怡）
- 張保仔 阮政峰 饰 愛新覺羅旻孝 （太子）